# Marco Tempestini
Marco Tempestini, né le 13 mars 1963, est un pilote de rallye italien.

## Biographie
Il commence la compétition internationale en 1994 au rallye de Piancavallo (alors côté en ERC), sur Opel Kadett GSI.
De 1999 à 2001 il participe au championnat italien sur Terre avec Lucio Baggio.
Dorin Pulpea est son copilote pour sa participation au championnat open de Roumanie de 2007 à 2013 (Mugurel Pirscoveanu l'ayant été pour sa première année en 2006).

## Palmarès (au 30/11/2013)

### Titres
- Double vainqueur de la Coupe FIA des rallyes de zone est : 2009 et 2010 (sur Peugeot 207 S2000) ;
- Champion d'Italie des rallyes Terre (Trofeo Rally Terra) : 1999 (copilote L.Baggio, sur Subaru Impreza WRX et Toyota Corolla WRC) ;
  - Vice-champion de Roumanie des rallyes, en 2009 ;
  - 3e du championnat de Roumanie des rallyes, en 2013 (4e en 2011) ;
  - 3e du championnat de Roumanie des rallyes du Groupe 2, en 2013 ;
  - 3e du championnat d'Italie des rallyes Terre, en 2000 ;

### 2 victoires en championnat de Roumanie
- Rallye Siromex : 2006 ;
- Rallye Muscelului : 2006 ;

### Victoire en championnat de Russie
- Rallye de Novorossiysk : 2009 (avec D.Pulpea) ;

### 3 victoires en championnat d'Italie Terre
- Coupe liburne de la cîté de Radicofani : 1999 ;
- Rallye de la Sila : 1999 ;
- Rallye du château de Saint-Marin : 1999.